# 라이언 위놋
라이언 위놋(Ryan Wynott, 1999년 12월 6일 ~ )은 미국의 배우, 텔레비전 배우이다.
캘리포니아주에서 태어났다.

## 방송
- 케이프맨
- 플래쉬 포워드

## 영화
- 더 케이프 (2011년) - 트립 패러데이 역
- 플래시포워드 (2009년)
- 못말리는 형제들 (2007년)